# John Geddes (rugbysta)
John Geddes (ur. 9 stycznia 1907 w Invercargill, zm. 16 sierpnia 1990 tamże) – nowozelandzki rugbysta występujący na pozycji skrzydłowego ataku, reprezentant kraju.
Uczęszczał do Southland Boys' High School i w 1923 roku występował w szkolnej drużynie rugby. Na poziomie klubowym związany był z Invercargill Pirates, w latach 1926–1934 grał także w regionalnym zespole Southland, w 42 meczach zaliczając 32 przyłożenia. Wystąpił z nim m.in. przeciw British and Irish Lions podczas ich tournée w 1930 oraz w obronach Ranfurly Shield.
W 1929 roku został powołany do reprezentacji kraju. Podczas tournée do Australii zagrał w sześciu spotkaniach, w tym w pierwszym testmeczu z gospodarzami. W obu pozostałych stracił miejsce na rzecz Bertrama Grenside'a. W orbicie zainteresowania selekcjonerów znajdował się również w 1930 roku, nie znalazł się jednak w składzie All Blacks. Rok później został reprezentantem Wyspy Południowej.
Jego największym atutem była szybkość – był regionalnym mistrzem sprintu w Otago – brakowało mu natomiast pewności w grze ręką. Po zakończeniu kariery zawodniczej trenował juniorskie zespoły Pirates.
Jego ojcem był Arthur Geddes, działacz i selekcjoner, w latach 1915–1921 prezes regionalnego, a w 1922 roku krajowego związku rugby.